# Thụy Phong
Thụy Phong là một xã thuộc huyện Thái Thụy, tỉnh Thái Bình, Việt Nam.
Xã có diện tích 6,93 km², dân số năm 1999 là 8624 người, mật độ dân số đạt 1244 người/km².